# Міколув
Міколув (пол. Mikołów, чеськ. Mikulov, нім. Nikolai, Nicolei) — місто в південній Польщі. Розташоване у Верхньосілезькому промисловому районі. Український відповідник назви — Миколів.
Адміністративний центр Міколовського повіту Сілезького воєводства.

## Демографія
Демографічна структура станом на 31 березня 2011 року:
|          | Загалом | Допрацездатний вік | Працездатний вік | Постпрацездатний вік |
| -------- | ------- | ------------------ | ---------------- | -------------------- |
| Чоловіки | 19077   | 3618               | 13316            | 2143                 |
| Жінки    | 20428   | 3543               | 12354            | 4531                 |
| Разом    | 39505   | 7161               | 25670            | 6674                 |